# Das neue total gefälschte Geheim-Tagebuch vom Mann von Frau Merkel
Das total gefälschte Geheim-Tagebuch vom Mann von Frau Merkel ist eine Satire, die 2013 im Verlag Fischer Scherz erschien. Geschrieben wurde sie von einem Konglomerat von Autoren, die anonym bleiben wollten. Das zugehörige Hörbuch wurde von Christoph Maria Herbst eingelesen und stand 7 Wochen in der Spiegel-Bestsellerliste (Kategorie Hörbücher Belletristik/Sachbuch).

## Inhalt
Das Buch ist ein fiktives Tagebuch von Joachim Sauer, dem Ehemann der deutschen Bundeskanzlerin Angela Merkel, und schildert den Alltag der beiden, wie ihn sich die Autoren erdacht haben. Es beginnt am 31. Dezember 2011 mit den guten Vorsätzen für das neue Jahr und einem Anruf von Christian Wulff.

## Rezensionen
Die Rezensionen zu dem Buch und Hörbuch fielen größtenteils positiv aus. Sie reichen von „gelungener Satiere“ bis „erfrischend“ und „tatsächlich witzig“.

„Das alles ist kein bisschen „politisch“, aber sehr erfrischend und tatsächlich witzig.“

„...der schleichende Verdacht, inmitten all dieser Unverschämtheiten könne sich vielleicht doch ein Quäntchen Wahrheit befinden, mache aus diesem Buch eine eigenartig unterhaltsame Lektüre.“

„…eine herrlich spitzzüngige Satire.“